# Kamil Kašťák
Kamil Kašťák (* 8. Mai 1966 in Most, Tschechoslowakei) ist ein ehemaliger tschechischer Eishockeyspieler und jetziger -trainer.

## Karriere
Kamil Kašťák begann seine Karriere als Eishockeyspieler beim CHZ Litvínov, für dessen Seniorenmannschaft er zunächst von 1983 bis 1985 in der 1. Liga, der höchsten tschechoslowakischen Spielklasse, aktiv war. Anschließend musste er seinen Militärdienst ableisten und spielte in der Saison 1986/87 für den Armeesportklub ASD Dukla Jihlava ebenfalls in der 1. Liga, ehe er für weitere fünf Jahre nach Litvínov zurückkehrte. Die Saison 1992/93 verbrachte der Flügelspieler beim HV71 in der schwedischen Elitserien. Die folgende Spielzeit begann er zunächst ebenfalls in Nordeuropa bei Lukko Rauma aus der finnischen SM-liiga, jedoch kehrte er zur Saisonmitte zum HC Litvínov zurück. Für Litvínov erzielte er in der nach Teilung der Tschechoslowakei erstmals ausgetragenen tschechischen Extraliga in 26 Spielen 24 Scorerpunkte, davon 14 Tore. 
Während der Saison 1994/95 trat Kašťák für den IK Oskarshamn in der damals noch dritten schwedischen Spielklasse, der Division 2, an. Die Saison 1995/96 begann er beim Hauptstadtklub HC Sparta Prag in der tschechischen Extraliga und beendete sie bei dessen Ligarivalen HC Škoda Plzeň. Zur Saison 1996/97 kehrte der zweifache Olympiateilnehmer zu seinem Stammverein aus Litvínov zurück. Zuletzt spielte der Tscheche von 1997 bis 1999 für den ES Weißwasser in der zweiten deutschen Spielklasse, ehe er seine aktive Karriere im Alter von 33 Jahren beendete. 
Zur Saison 2005/06 übernahm Kašťák das Amt als Cheftrainer beim tschechischen Drittligisten HC Most aus seiner Heimatstadt. Mit diesem stieg er 2008 erstmals in die zweite tschechische Spielklasse auf. In dieser betreute er in der Saison 2008/09 jedoch den HC VOKD Poruba, mit dem er in die 2. Liga abstieg. In der Saison 2010/11 stieg er mit dem in der Zwischenzeit ebenfalls wieder abgestiegenen HC Most erneut in die 1. Liga auf. Am 15. November 2011 wurde er nach nur zwei Siegen aus den ersten 22 Spielen der Saison 2011/12 in Most entlassen.

### International
Für die Tschechoslowakei nahm Kašťák im Juniorenbereich an der U18-Junioren-Europameisterschaft 1983 sowie der U20-Junioren-Weltmeisterschaft 1984 teil. Bei der U18-EM 1983 und der U20-WM 1984 gewann er mit seiner Mannschaft jeweils die Bronzemedaille. Im Seniorenbereich stand er 1991 im Aufgebot seines Landes beim Canada Cup. Zudem vertrat er die Tschechoslowakei bei den Olympischen Winterspielen 1992 in Albertville sowie bei der Weltmeisterschaft 1992. 1992 gewann er sowohl bei der WM als auch bei den Olympischen Winterspielen die Bronzemedaille. 
Für Tschechien nahm er an den Weltmeisterschaften 1993 und 1994 sowie den Olympischen Winterspielen 1994 in Lillehammer teil. Bei der WM 1993 gewann er mit Tschechien die Bronzemedaille.

## Erfolge und Auszeichnungen
- 2008 Aufstieg in die 1. Liga mit dem HC Most (als Trainer)
- 2011 Aufstieg in die 1. Liga mit dem HC Most (als Trainer)

### International
- 1983 Bronzemedaille bei der U18-Junioren-Europameisterschaft
- 1984 Bronzemedaille bei der U20-Junioren-Weltmeisterschaft
- 1984 Silbermedaille bei der U18-Junioren-Europameisterschaft
- 1985 Silbermedaille bei der U20-Junioren-Weltmeisterschaft
- 1992 Bronzemedaille bei den Olympischen Winterspielen
- 1992 Bronzemedaille bei der Weltmeisterschaft
- 1993 Bronzemedaille bei der Weltmeisterschaft